# Ololygon aromothyella
Espèce
Synonymes
- Scinax aromothyella Faivovich, 2005

Statut de conservation UICN

 DD  : Données insuffisantes
Ololygon aromothyella est une espèce d'amphibiens de la famille des Hylidae.

## Répartition
Cette espèce se rencontre :
- en Argentine dans la province de Misiones ;
- en Uruguay dans les départements de Treinta y Tres et de Cerro Largo ;
- au Brésil dans l’État du Rio Grande do Sul.

Sa présence est incertaine au Paraguay.

## Publication originale
- Faivovich, 2005 : A new species of Scinax (Anura: Hylidae) from Misiones, Argentina. Herpetologica, vol. 61, no 1, p. 69-77.